# Torre de la Miranda
La Torre de la Miranda és una construcció situada a l'avinguda Salvador Allende al barri de Sant Ildefons de Cornellà de Llobregat, catalogada com a bé cultural d'interès local.

## Història
Va ser projectada el 1900 per l'arquitecte Jaume Gustà i Bondia per encàrrec de Arnau de Mercader i de Zufia, propietari del palau de Can Mercader, per a ser utilitzada com a mirador d'ocells i observatori astronòmic. Actualment està tancada i no s'utilitza.

## Descripció
És una torre aïllada de planta hexagonal d'uns 31 m d'altura, coronada amb mirador i merlets, i té una escala interior adossada als murs que puja en espiral. Les finestres ensenyen, des de l'exterior, la línia de progressió de l'escala. El material constructiu és el maó arrebossat. L'estil és una combinació d'historicismes neomedievals (arquets cecs superiors, arcs i columnetes del mirador) i neomudèjar (finestres del cos central).